# Somatomotorik
Die Somatomotorik (Somatoefferenz) ist zusammengesetzt aus soma (Leib, Körper) und motorisch (bewegen)  und bezeichnet einen Sachverhalt, der die Bewegungen der willkürlichen Muskulatur (Skelettmuskulatur) betrifft.
Mit diesem Begriff klassifiziert man zum Beispiel Nervenfasern oder Anteile von Nerven, welche  maßgeblich an der Steuerung der Muskeln beteiligt sind.
Sie sind sogenannte efferente Nervenfasern, da sie Impulse vom Zentralen Nervensystem zu den Muskeln transportieren. 